# آین لوتسپ
آین لوتسپ (استونیایی: Ain Lutsepp؛ زادهٔ ۶ مهٔ ۱۹۵۴) بازیگر، سیاستمدار و نماینده سابق مجلس اهل استونی است.